# Klarer Himmel (Film)
Klarer Himmel (russisch: Tschistoje nebo) ist ein sowjetischer Spielfilm von 1961 und gilt als der bedeutendste Tauwetterfilm im Rahmen der Entstalinisierung. Die Handlungszeit umfasst den Zeitraum von Silvester 1940 bis zur Gegenwart ca. 1959/60.  Er gewann den Grand Prix der 2. Moskauer Internationalen Filmfestspiele. In der DDR wurde der Filmroman noch vor der deutschen Uraufführung im Filmspiegel abgedruckt, 1962 kam die Produktion auch in Westdeutschland zur Aufführung, 1963 in den USA. Weitere Aufführungstitel sind Ciel Pur (Frankreich, Belgien), Klare Hemel (Flämisch), Ceú Limpo (Brasilien), Cielo despejado (Mexiko), Czyste niebo (Volksrepublik Polen), Cieli puliti (Italien), Cer senin (Rumänien), Kirkas taivas (Finnland), Katharos ouranos (Griechenland), Clear Skies (Angloamerikanisch). Die Uraufführung fand am 20. Mai 1961 statt. Die deutsche Synchronisation erfolgte durch die DEFA; die deutsche Erstaufführung fand am 8. Juni 1962 statt.

## Handlung
Gegenwart um 1959/60, ein sowjetischer Militärflugplatz. Ein hochmodernes Jagdflugzeug mit Deltaflügeln und der Kennung „02“ soll seinen ersten Testflug absolvieren, sein Pilot ist Aleksei Astachow. Es herrscht große Abspannung. Bedrohlich wirkend fahren Feuerwehr- und Sanitätsfahrzeuge auf. Das Flugzeug rollt zum Start.
Ein Pobeda-Taxi rast eine Landstraße entlang. Fahrgast ist eine angespannt wirkende junge Frau. Auf ihren Wunsch hält das Taxi mitten auf der Straße. Als sie und der Fahrer aussteigen, jagt das Testflugzeug über sie hinweg. Die junge Frau beginnt sich zu erinnern.
Sylvester 1940. Die junge Studentin Sascha begegnet auf einer Silvesterfeier 1940 kurz einem unbekannten Militärpiloten, in den sie sich auf Anhieb verliebt, verliert ihn aber aus den Augen. Nach Kriegsausbruch im Juni 1941 sieht sie ihn zufällig in einem Luftschutzbunker wieder, wagt es jedoch nicht, sich erkennen zu geben und ihn anzusprechen. Es gelingt ihr, in den Besitz seiner dienstlichen Telefonnummer zu gelangen, und sie nimmt Kontakt auf. Sie verlieben sich, er muss jedoch an die Front abrücken, während sie eine Arbeit als Dreherin in einer Fabrik aufnimmt. Sascha ist von ihm schwanger und bringt einen Sohn zur Welt.
Aleksei ist ein erfolgreicher Pilot und wird ausgezeichnet, fällt jedoch angeblich. Tatsächlich überlebt er seinen Absturz und gerät in deutsche Kriegsgefangenschaft. Nach Kriegsende 1945 wird er von den sowjetischen Behörden inhaftiert, da sie den Kriegsgefangenen misstrauen. Sein Orden wird ihm aberkannt. Nach seiner Entlassung sucht er Sascha auf. Sein Gesicht ist durch eine riesige Narbe furchtbar entstellt. Er ist völlig demoralisiert und verfällt dem Alkohol. Nach Problemen am Arbeitsplatz wird er entlassen. Der Versuch, sich von einer Betriebsorganisation rehabilitieren zu lassen, scheitert im Angesicht einer überlebensgroßen Stalinstatue.
1953. In der hoffnungslosen Situation Alekseis stirbt Stalin. Die Familie wirkt wie gelähmt. Dann taucht eine bleiche Sonne auf. Ihre Strahlen werden stärker und bringen langsam Schnee und Eis zum Tauen, bis die Eismassen eines Flusses sich in einen reißenden Strom verwandeln.
Aleksei wird in ein Ministerium berufen, wo erneut über seinen Fall verhandelt wird. Sascha muss vor dem Gebäude warten. Es wird dunkel. Nach beinahe endlosem Warten erscheint Aleksei. Seine Miene ist ausdruckslos. Er öffnet die rechte Hand. In ihr liegt sein Orden: „Held der Sowjetunion“.
Gegenwart um 1960. Das Testflugzeug steigt durch die Wolken in den blauen Himmel. Sascha und der Taxifahrer steigen wieder in den Pobeda ein und verschwinden hinter einer Hügelkuppe.

## Stilmittel
Wie schon in Tschuchrais Der letzte Schuß (Der Einundvierzigste), einem der ersten sowjetischen Spielfilme über den Russischen Bürgerkrieg, in denen die Weiße Armee nicht nur als Horde von Banditen inszeniert wurde, kam eine aufwändige Farbdramaturgie zur Anwendung, die ihren Höhepunkt direkt vor und dann in der „Tauwetter“-Sequenz erreicht. Außerdem wurden ausgiebig expressionistische Stilmittel angewandt, die eher für den deutschen Spielfilm der 1920er Jahre typisch sind.

## Kritik
… Dies ist, nach dem „Einundvierzigsten“ und der „Ballade vom Soldaten“, der dritte „Tauwetter-Film“ des jungen russischen Regisseurs Grigori Tschuchrai. Er und Drehbuchautor Chrabrowizki unterziehen sich mit erzählerischem Geschick dem Unterfangen, in anderthalb Filmstunden die Geschichte eines Fliegers und seiner Geliebten vom Ausbruch des „vaterländischen Krieges“ bis in die Zeit nach dem 20. Parteitag (1956) zu verfolgen. Der Pilot wird während des Krieges als Sowjetheld gefeiert, dann schießen ihn die Deutschen ab, und er gerät in Gefangenschaft. Nach dem Sieg verfällt er der parteiamtlichen Ächtung, weil er nach seinem Abschuß nicht befehlsgemäß Harakiri verübt hat. Er wird zum Fabriklehrling degradiert und ergibt sich dem Trunk. Erst nach der offiziellen Verurteilung des Stalinismus erhält er Orden und Ehren zurück. Die Auseinandersetzungen des zweiten Teils geraten mitunter zu papieren. Die Farbphotographie von Tschuchrais erstem Film war weitaus progressiver. Dieser hier leidet offensichtlich unter der Abwesenheit des Kameramanns Urussewski.
Film, in: Die Zeit vom 8. Juni 1962
… Schon in den ersten Rezensionen nach der internen Vorführung des Lichtspiels vor Parteileuten, Künstlern und Journalisten wurde Regisseur Tschuchrai mit höchstem Lob bedacht. Die „Prawda“ konstatierte: „Ein lebenswahrer Film.“ Noch vor der offiziellen Premiere – sie ist für diese Woche angesetzt – verhießen die Kritiker dem Lichtspiel einen überragenden Erfolg. Berichtete die Nachrichtenagentur UPI aus Moskau: „In Gegenwart zahlreicher Korrespondenten aus dem Westen applaudierte das geladene Publikum besonders laut bei der Szene vom Bekanntwerden des Todes Stalins.“
Sowjetunion. Der große Diktator, in: Der Spiegel Nr. 21 vom 17. Mai 1961
Der Film wurde durch Zensurschnitte so stark entstellt, daß er dieses Schicksal nur  noch in Andeutungen, die heute kaum noch nachvollziehbar sind, vermittelte. Romantische Emotionalität geriet hier zur Sentimentalität, Einfachheit zur Vereinfachung und Brisanz zum publizistischen Klischee.
Engel, S. 125.

## Trivia
Der männliche Hauptdarsteller Jewgeni Urbanski kam am 5. November 1965 mit 33 Jahren bei den Dreharbeiten zu dem Spielfilm „Direktor“ in der Nähe von Buchara bei einem Stunt ums Leben, als sich sein Lkw überschlug. Die Filmarbeiten wurden abgebrochen und bereits abgedrehtes Material für den Dokumentarfilm „Jewgeni Urbanski“ (1967) benutzt.

## Überlieferung
Im russischen Original lag bereits in den 1990er Jahren eine VHS-, später eine DVD-Edition vor. Die von der DEFA erstellte deutsche Synchronfassung befindet sich offensichtlich im Filmarchiv des Bundesarchivs; die Rechte liegen bei der DEFA-Stiftung.